# Acrosterigma simplex
Acrosterigma simplex is een tweekleppigensoort uit de familie van de Cardiidae. De wetenschappelijke naam van de soort is voor het eerst geldig gepubliceerd in 1799 door Spengler.